# Aipysurus tenuis
Aipysurus tenuis är en ormart som beskrevs av Lönnberg och Andersson 1913. Aipysurus tenuis ingår i släktet Aipysurus och familjen giftsnokar och underfamiljen havsormar. IUCN kategoriserar arten globalt som otillräckligt studerad. Inga underarter finns listade i Catalogue of Life.
Arten förekommer vid nordvästra Australien. Den simmar främst i havet, antagligen i områden med sandig grund eller med sjögräs.